# La Malédiction paternelle
La Malédiction paternelle est un tableau de Jean-Baptiste Greuze (130 × 162 cm) réalisé vers 1777, où il reçoit un accueil unanimement élogieux de la part des critiques, notamment de la part de Denis Diderot.
Il est actuellement conservé au musée du Louvre de Paris.

## Le sujet
Le sujet du tableau une scène de drame familial, lorsque le fils annonce à son père son départ pour l'armée et que le père le maudit. La Malédiction du père, partie d'un diptyque,  est associé à un autre tableau de Greuze, Le Fils puni.